# Янг-Вик
«Янг Вик» (англ. Young Vic Theatre) — театр на улице Кат, расположенный около Саут-Бэнк, в лондонском боро Ламбет. Специализируется на предоставлении возможностей молодым актёрам и режиссёрам. Театр имеет высокую артистическую репутацию. Драматург Дэвид Лэн является художественным руководителем театра с 2000 года. Его философия: «Большие игры для великих зрителей, теперь и в будущем».

## История
Имя «Янг-Вика» происходит от соседнего Олд Вика, одного из самых знаменитых театров Лондона и первого дома Национального Театра.
Труппа Янг-Вика была сформирована после Второй мировой войны, в 1946 году, режиссёром Джорджем Девайном как ответвление от театральной школы Олд-Вика с целью постановки классических пьес для зрителей в возрасте 9 — 15 лет. Всё закончилось в 1948 году, когда Девайн и его помощники ушли из Олд Вика, но в 1969 Франк Данлоп стал основателем и художественным руководителем нового театра Янг Вика, открывшегося 11 сентября 1970.
Первоначально Янг Вик был частью Национального Театра, а с 1974 года стал независимым.

## Театр Янг Вик
Франк Данлоп закончил проект театра в 1970. Здание из шлакобетонного кирпича было построено на улице Кат на месте мясной лавки и смежного разбомблённого участка. Оно предназначалось для первых пяти лет, но стало постоянным.
Аудитория с большой авансценой, выдвинутой в зрительный зал, имеет вместимость 500 человек, но пространство может изменяться в зависимости от конфигурации студии для каждой постановки.
В дополнение к главному зданию Янг Вика существуют два меньших. Большее из них — Мария, названная в честь театрального проектировщика Марии Бьёрнсон, — способно вместить 150 человек. Клэр, названная в честь прежнего художественного руководителя Шеффилдского Театра Крусибл, Клэр Венаблз, рассчитано на 70 человек. Как и главное здание, оба меньших театра имеют гибкие опорные конструкции для маневренности в процессе постановки пьес. Во всех театрах Янг Вика сцена находится в непосредственной близости от аудитории.
Янг Вик прежде всего выполняет постановку классических пьес, но часто в новой обработке. Много известных актёров работали в Янг Вике, начиная от Иана Чарлезона, который дебютировал в Янг Вике в 1972-74, а также Ванесса Редгрейв, Хелен Миррен, Джуди Денч, Тимоти Далтон, Клайв Оуэн и Джуд Лоу.
В театре располагается мемориал, который посвящён 54 людям, погибшим в 1941 году при попытке спрятаться в подвалах прежнего здания во время «лондонского блица».